# Katie Volding
Katie Volding (* 13. Februar 1989 in Santa Monica, Kalifornien) ist eine US-amerikanische Schauspielerin.

## Leben und Wirken
Volding besuchte die Saugus High School in Saugus, wo sie zu den besten Schülern gehörte. Als Schauspielerin debütierte sie in einer kleinen Nebenrolle in der Komödie Die kleinen Superstrolche aus dem Jahr 1994. Ein Jahr später war sie in einer größeren Rolle in der Reihe der Kurzfilme On Nature’s Trail Series zu sehen.
Im Disney-Channel-Filmdrama Das Haus der Zukunft verkörperte Volding ein Mädchen, welches gemeinsam mit ihrem Bruder (Ryan Merriman) und Vater (Kevin Kilner) ein computergesteuertes Haus bewohnt. Diese Rolle brachte ihr im Jahr 2000 eine Nominierung für den Young Artist Award. In der Komödie Ein Kindermädchen für Papa sowie in deren Fortsetzungen Au Pair II und Au Pair III übernahm sie jeweils eine größere Rolle.

## Filmografie (Auswahl)
- 1994: Die kleinen Superstrolche (The Little Rascals)
- 1995: On Nature’s Trail Series
- 1997: Night Sins – Der Mörder ist unter uns (Night Sins)
- 1997–1998: Teen Angel (Fernsehserie)
- 1998: Familienchaos (Rhapsody in Bloom)
- 1998: Soulskater – Vier Freunde auf Rollen (Brink!)
- 1999: Das Haus der Zukunft (Smart House)
- 1999: Ein Kindermädchen für Papa (Au Pair)
- 2001: Au Pair II
- 2009: Au Pair 3: Abenteuer im Paradies